# Max L. W. Laistner
Max L. W. Laistner (* 10. Oktober 1890 in London; † 10. Dezember 1959 in Ithaca, New York) war ein britisch-amerikanischer Historiker, der sich besonders mit der antiken und mittelalterlichen Geschichte beschäftigte.

## Leben
Max Ludwig Wolfram Laistner, der Sohn des Musikers Max Laistner (1853–1917), studierte an der Cambridge University (B.A. 1912) und an der British School at Athens (1913–1914). Nach seiner Rückkehr arbeitete er als Assistant Lecturer in Classics an der University of Birmingham. Während des Ersten Weltkriegs musste er seine Laufbahn unterbrechen. Von 1915 bis 1916 unterbrach er seinen Kriegsdienst und lehrte an der Queen’s University Belfast. Nach Kriegsende wurde er 1919 an der University of Manchester angestellt und erwarb 1920 in Cambridge den Mastergrad. Von 1921 bis 1925 arbeitete Laistner als Assistant Professor of Ancient History an der Universität London.
Als Laistner 1925 das Angebot einer Professur in den Vereinigten Staaten erhielt, sagte er zu. Er lehrte fortan als Professor of Ancient History an der Cornell University in Ithaca (New York), behielt aber seine britische Staatsbürgerschaft. 1940 wurde er als Nachfolger von Carl Lotus Becker zum John Stambaugh Professor of History ernannt. Im Jahr 1945/1946 wurde er als Sather Professor an die University of California, Berkeley eingeladen. 1950 war er James W. Richard Lecturer an der University of Virginia. 1958 trat er in den Ruhestand.
Laistner beschäftigte sich hauptsächlich mit der Geschichte des Altertums und des Frühmittelalters, spann aber weite Bereiche abendländischer Geschichte in seine Forschungsarbeit ein. Seine bekanntesten Werke sind die Monografie Thought and Letters in Western Europe, A.D. 500–900 (1931) und eine Schrift über die Bibelkommentare des Beda Venerabilis.

## Schriften (Auswahl)
- Greek Economics. London/Toronto 1923
- Isocrates. De pace and Philippus. New York/London 1927
- A Survey of Ancient History to the Death of Constantine. Boston/New York 1929
- Thought and Letters in Western Europe, A.D. 500–900. New York 1931. Dritte Auflage, New York 1957
- A History of the Greek World from 479 to 323 B.C. London 1936. Zweite Auflage, London 1947
- Bedae Venerabilis Expositio Actuum Apostolorum et Retractatio. Cambridge 1939
- A Hand-List of Bede Manuscripts. Ithaca (New York) 1943
- The Greater Roman Historians. Berkeley/Los Angeles 1947 (Sather Classical Lectures 21)
- Christianity and the Pagan Culture in the Later Roman Empire. Ithaca (New York) 1951
- The Intellectual Heritage of the Early Middle Ages. Ithaca (New York) 1957